# With Love... Hilary Duff
With Love... Hilary Duff är den första parfymen som lanserats av skådespelerskan och sångerskan Hilary Duff. Parfymen marknadsförs av Elizabeth Arden. I reklamfilmen för produkten visas en liten del av musikvideon till Duffs singel With Love.